# سیارک ۲۶۴۱
سیارک ۲۶۴۱ (به انگلیسی: 2641 Lipschutz، نامگذاری:1949GJ) دو هزار و ششصد و چهل و یکمین سیارک کشف شده‌است که در ۴ آوریل ۱۹۴۹ کشف شد.
قدر مطلق سیارک برابر ۱۲٫۷۰ است.